# Юбада Дексе
Юбада Дексе е регион на Сомалия. Населението му е 362 921 жители (по приблизителна оценка от януари 2014 г.), а площта 9836 кв. км. Носи името на река. Регионът е разделен административно на 3 района. Намира се в южната част на страната в часова зона UTC+3. 
Регионът Юбада Дексе е умерен по население, стратегически разположен край река Джуба и важен за земеделие и транспорт. Въпреки потенциала да бъде център за развитие, сигурността остава сериозно предизвикателство. През последните години районът е бил активна зона на джихадистката групировка „Ал-Шабаб“, която е тясно действала в провинции като Бай, Бакол, Гедо и Юбада Дехсе . Според отчети на ООН и други организации, „Ал-Шабаб“ е имала значителна контролна и вербовъчна дейност в тези райони.